# هیرآباد، حیدرآباد
هیرآباد (به انگلیسی: Hirabad) یک حومه شهر در پاکستان است که در حیدرآباد (پاکستان) واقع شده‌است.